# Bataille de Nitzanim
Guerre israélo-arabe de 1948-1949
Batailles
- Opération Namal
- Bataille de Latroun
- Bataille d'al-Malikiyya
- Campagne des 10 jours
- Opération Dani
- Opération Dekel
- Opération Kedem
- Opération Avak
- Opération Yoav
- Bataille d'El-Magdel
- Opération Hiram
- Opération Horev
- Bataille de Nitzanim
- Opération Nahshon

La bataille de Nitzanim se produisit à partir de la nuit du 6 au 7 juin 1948 durant la Guerre israélo-arabe de 1948-1949. Elle opposa des éléments de la brigade Guivati de l'armée israélienne aidée des habitants à l'égyptienne aux alentours du village de Nitzarim (en), un kibboutz fondé en 1943 le long de la côte situé à mi-chemin entre Ashdod et Ashkelon, dans le territoire attribué aux Arabes par le plan de partage de la Palestine.
Les combats se déroulèrent à deux endroits, le village lui-même et une colline numérotée 69 à l'extérieur de celui-ci.

## Ordre de bataille
Les forces en présence se composaient du côté israélien dans le village de deux sections du 53e bataillon de la brigade Guivati soit 74 militaires et de 67 paramilitaires locaux dont dix femmes armés de soixante-dix fusils, trente pistolets mitrailleur, quatre mitrailleuses BREN, un mortier de 4 pouces, un PIAT antichar et quelques grenades qui luttèrent contre une force égyptienne composée du 9e bataillon, la 3e compagnie du 7e bataillon, une section de mitrailleuses accompagné d'une section de quatre chars de combat, une compagnie de Bren Carrier, dix-huit pièces d'artillerie de campagne (des Ordnance QF 25 pounder, douze canons antichar Bofors, une batterie antiaérienne et disposant d'un appui aérien rapproché.

## La bataille

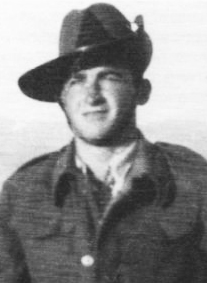
Avraham Schwarzstein, le commandant de Nitzanim dans la bataille de Nitzanim. Tiré du livre de Ram Oren : Cible : Tel Aviv.

La bataille a commencé dans la nuit du 6 au 7 par un bombardement de l'artillerie égyptienne de Nitzanim, suivi dans la matinée d'un bombardement aérien et de plusieurs attaques de l'infanterie et des blindés. L'attaque principale a percé les défenses israéliennes aux alentours de 11h00, les Israéliens se retirèrent dans une seconde position, et enfin une troisième position à 14h00. À 16h00, 105 israéliens se rendirent à l'armée égyptienne. En tout, 33 israéliens ont été tués dans ce combat dont 17 soldats et 16 villageois dont 3 femmes. 3 ou 4 des victimes furent abattues après s'être rendues par des auxiliaires locaux malgré les efforts des militaires locaux. Il s'agit d'un des rares cas de capitulation israélienne.
Entre le 7 et le 10 juin, la bataille de la colline 69 a été menée à proximité. La colline, prise par une compagnie d'infanterie de la brigade Guivati après la chute du village, a été capturée par les Égyptiens après une retraite désorganisée israélienne à la suite d'une attaque pour reprendre Nitzanim qui a échoué. 20 militaires israéliens furent tués.
Le village de Nitzanim, qui avait été rasé, fut repris et la zone conquise par les Israéliens en octobre 1948 lors de l'opération Yoav.